# Grevensvænge
Grevensvænge er en lille landsbyhovedgård, som nævnes første gang i 1547. Gården ligger i Rønnebæk Sogn i Næstved Kommune. Hovedbygningen er opført i 1640 og har fået tilbygning i 1888-1889.
Grevensvænge Gods er på 483,4 hektar med Stenlæggergaard, Nyvang, Flinttoftegaard og Korshøjgaard.
Siden 1865 har Grevensvænge været ejet af slægten Wolff-Sneedorff, der også ejer Engelholm Gods.
Grevensvængefundet af figurer fra yngre bronzealder blev fundet ved gården i 1700-tallet.

## Ejere af Grevensvænge
- (1547-1559) Christian 3.
- (1559-1574) Frederik 2.
- (1574-1597) Casper Paslick
- (1597-1628) Claus Caspersen Paslick
- (1628-1634) Claus Clausen Paslick
- (1634-1637) Knud Clausen Paslick
- (1637-1644) Pros Mund
- (1644-1670) Edel Urne, gift Mund
- (1670-1704) Thale Prosdatter Mund, gift Steensen
- (1704-1707) Sophie Amalie Joachimsdatter Steensen, gift (1) von Lehsten (2) Landorph
- (1707-1712) J.C. Steensen
- (1712-1725) Forskellige ejere
- (1725-1737) Johan Thomasøn Neergaard (levede 1673-1737)
- (1737-1740) Johan Thomasøn Neergaards dødsbo
- (1740-1742) Thomas Johan Neergaard (levede 1704-1742), søn til ovenstående
- (1742-1752) V.C. Gjøring
- (1752-1767) J. Wederkinck
- (1767-1768) Johan Gottfried Becker
- (1768) Gregorius Thomsen
- (1768-1785) Rudolph Buchhave
- (1785-1793) Knud Lind
- (1793-1826) Christian Grønbech
- (1826-1840) Sophie Christine Kaas
- (1840-1865) F.P. Engberg
- (1865-1866) Benjamin Larsen Wolff
- (1866-1875) Enkefru Sneedorff, gift Wolff
- (1875-1931) Gerner Benjaminsen Wolff-Sneedorff
- (1931-1953) Knud Gernersen Wolff-Sneedorff (også Engelholm Gods)
- (1953-1985) Erik Knudsen Wolff-Sneedorff
- (1985-2006) Erik Knudsen Wolff-Sneedorff / Henrik Eriksen Wolff-Sneedorff
- (2006-2007) Erik Knudsen Wolff-Sneedorffs dødsbo / Henrik Eriksen Wolff-Sneedorff
- (2007- ) Henrik Eriksen Wolff-Sneedorff (fætter til Gerner d.y. på Engelholm)